# Оленич-Гнененко, Александр Павлович
Александр Павлович Оленич-Гнененко (30 августа 1893, Кегичёвка — 13 марта 1963, Ростов-на-Дону) — русский советский писатель и поэт, переводчик, общественный деятель.

## Биография
Родился в селе Кегичёвка Полтавской губернии в семье, известной пристрастием к литературе — его отец занимался журналистикой, выпустил поэтический сборник под псевдонимом «Михаил Бродяга», дядя писал на русском и украинском языках.
Александр в самом начале XX века вместе с отцом переезжает в Сибирь. Окончил гимназию в Омске (1912).
Экстерном сдал экзамены в Харьковский университет, в годы революции и Гражданском войны примкнул к большевикам, вступил в ВКП(б).
В те же годы он оказался в Западной Сибири. При Верховном Правителе А. В. Колчаке жил в Омске на нелегальном положении. В 1920 году член Омского губернского комитета по всеобщей трудовой повинности. В 1921 году был управляющим делами в Омской губернии. Здесь он прожил прожил до 1931 года, после чего переехал в Ростов-на-Дону. Участник Великой Отечественной войны.

## Творчество

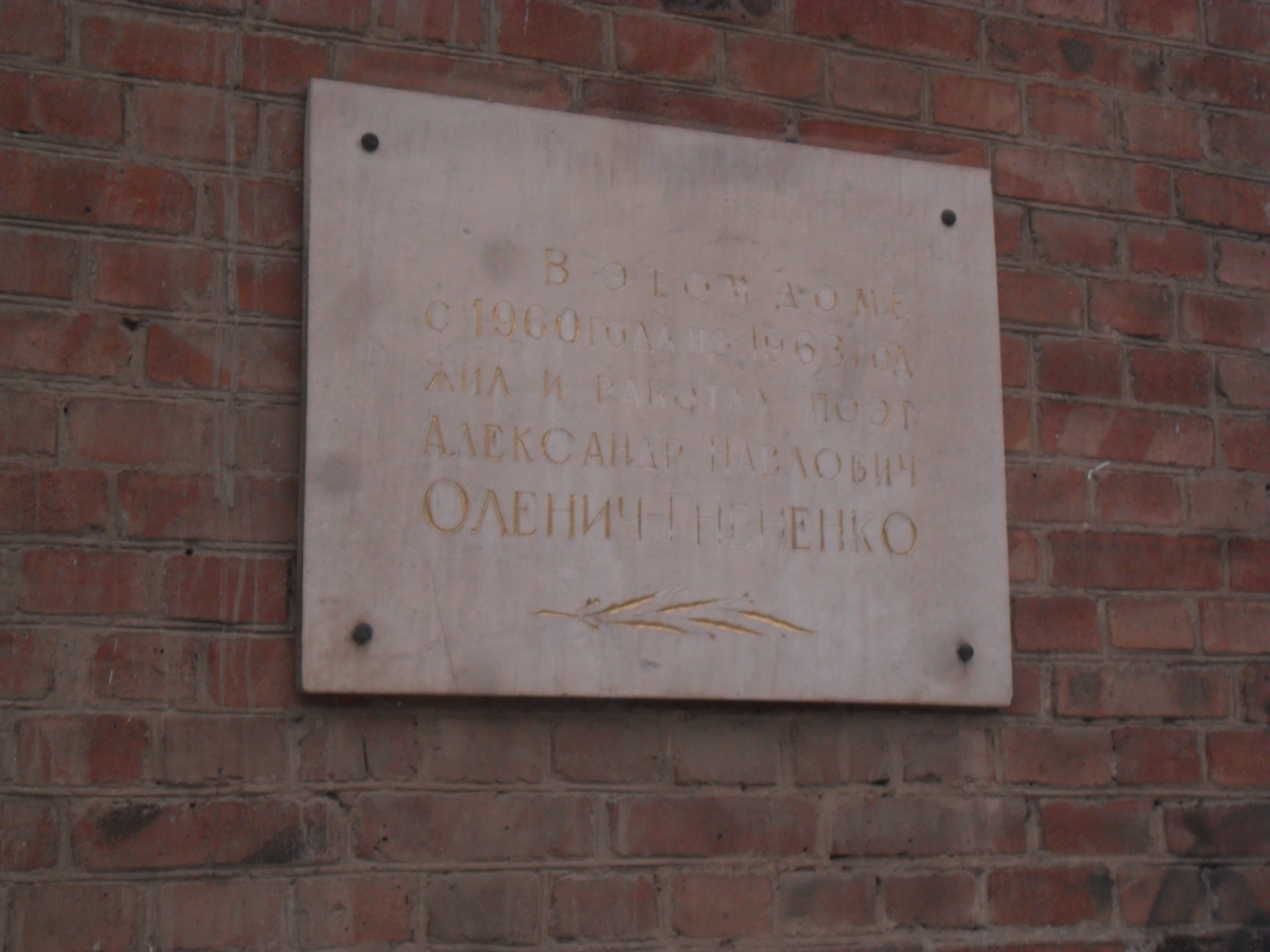
Мемориальная доска Оленичу-Гнененко в Ростове-на-Дону.

Александр Оленич-Гнененко писал стихи, издавал поэтические сборники (гражданская и пейзажная лирика, детская поэзия), но наибольшую известность приобрел как переводчик. Его перевод «Алисы в стране чудес» Льюиса Кэрролла, вышедший в 1940-м году, выдержал четыре переиздания. Кроме того, Александр Оленич-Гнененко переводил Эдгара Аллана По, украинских поэтов (в том числе Тараса Шевченко). В конце жизни работал  над воспоминаниями.

## Награды
- орден Трудового Красного Знамени (1953)
- медаль «За победу над Германией в Великой Отечественной войне 1941—1945 гг.»[2]
- медаль «За доблестный труд в Великой Отечественной войне 1941—1945 гг.»[3]